# Neemias Queta
Neemias Esdras Barbosa Queta (Barreiro; 13 de julio de 1999) es un jugador de baloncesto portugués que pertenece a la plantilla de los Boston Celtics de la NBA. Con 2,13 metros de estatura, juega en la posición de pívot. Es el primer baloncestista portugués en ser elegido en el Draft de la NBA y en jugar un partido, debutando en la liga el 17 de diciembre de 2021.

## Trayectoria deportiva

### Primeros años
Queta nació en Barreiro, Portugal de padres bissau-guineanos, Mica y Djaneuba Queta. Comenzó a jugar baloncesto de formación a los 10 años con el F.C. Barreirense después de seguir a su hermana mayor a una prueba. En la temporada 2017-18, Queta jugó dos partidos profesionales con el Benfica en la Liga Portuguesa de Basquetebol. Tras dejar el Benfica, decidió continuar jugando en el baloncesto universitario estadounidense.

### Universidad
Jugó tres temporadas con los Aggies de la Universidad Estatal de Utah, en las que promedió 13,2 puntos, 9 rebotes, 2 Asistencias y 2,5 tapones por partido. En su primera temporada fue elegido novato del año de la Mountain West Conference, además de mejor jugador defensivo e incluido en el segundo mejor quinteto de la conferencia, tras promediar 11,8 puntos y 8,9 rebotes por partido, y batir el récord de tapones en una temporada de la universidad, con 84.
En su segunda temporada fue nuevamente incluido en el segundo mejor quinteto de la conferencia, y en el mejor quinteto defensivo, pese a perderse nueve partidos por una lesión en la rodilla. Acabó promediando 13 puntos, 7,8 rebotes y 1,7 tapones por partido.
El 17 de febrero de 2021, Queta registró un récord personal de 32 puntos y 10 rebotes en una derrota por 79-70 ante Boise State. Promedió a lo largo de la temporada 14,9 puntos, 10,1 rebotes, 3,3 tapones y 2,7 asistencias por partido. Fue incluido en el mejor quinteto de la conferencia y elegido nuevamente Jugador Defensivo del Año. Fue uno de los cuatro finalistas del premio Premio Naismith al Mejor Jugador Defensivo del Año. El 29 de marzo se declaró elegible para el draft de la NBA, renunciando a su elegibilidad universitaria restante.

#### Estadísticas
| Año     | Equipo     | PJ | PT | MPP  | %TC  | %3P   | %TL  | RPP  | APP | ROB | TPP | PPP  |
| ------- | ---------- | -- | -- | ---- | ---- | ----- | ---- | ---- | --- | --- | --- | ---- |
| 2018–19 | Utah State | 35 | 35 | 27.1 | .614 | .400  | .565 | 8.9  | 1.6 | .7  | 2.4 | 11.8 |
| 2019–20 | Utah State | 22 | 20 | 26.7 | .624 | 1.000 | .670 | 7.8  | 1.9 | .4  | 1.7 | 13.0 |
| 2020–21 | Utah State | 29 | 29 | 30.0 | .559 | .000  | .707 | 10.1 | 2.7 | 1.1 | 3.3 | 14.9 |
| Total   | Total      | 86 | 84 | 28.0 | .594 | .375  | .646 | 9.0  | 2.0 | .7  | 2.5 | 13.2 |

### Profesional
Fue elegido en la trigésimo novena posición del Draft de la NBA de 2021 por los Sacramento Kings, convirtiéndose en el primer portugués elegido en la historia en un draft de la NBA. El 8 de agosto de 2021, firmó un contrato dual con Sacramento, dividiendo el tiempo con su filial de la G League, los Stockton Kings. Debuta en la NBA el 17 de diciembre de 2021 ante Sacramento Kings, siendo el primer portugués en conseguirlo.
El 8 de agosto de 2023, firma un contrato estándar con Sacramento, pero es cortado el 12 de septiembre. Cinco días después firma con Boston Celtics un contrato dual.
El 17 de junio de 2024 se convierte en campeón de la NBA tras la victoria de Boston en las Finales a Dallas Mavericks (4-1), siendo el primer portugués en conseguir un anillo NBA.
Durante su segunda temporada en Boston, el 4 de noviembre de 2024 ante Atlanta Hawks, disputa su primer encuentro como titular, siendo el primer portugués en ser titular en la NBA.

### Selección nacional
Con las selecciones júnior de Portugal, disputó el EuroBasket Sub-18 División B de 2017, y los EuroBasket Sub-20 División B de 2018 y 2019, donde ganaron la medalla de oro en este último, promediando 14,3 puntos y 11 rebotes por encuentro.
Debutó con la selección absoluta portuguesa en agosto de 2022, en la primera ventana de los clasificatorios para el EuroBasket 2025.
En 2022 fue elegido Personality of the Year por la "Federação Portuguesa de Basquetebol".

## Estadísticas de su carrera en la NBA
|  | Denota temporadas en las que fue Campeón de la NBA |

### Temporada regular
| Año     | Equipo     | PJ | PT | MPP  | %TC  | %3P | %TL  | RPP | APP | ROB | TPP | PPP |
| ------- | ---------- | -- | -- | ---- | ---- | --- | ---- | --- | --- | --- | --- | --- |
| 2021-22 | Sacramento | 15 | 0  | 8.0  | .447 | —   | .647 | 2.1 | .4  | .1  | .5  | 3.0 |
| 2022-23 | Sacramento | 5  | 0  | 5.7  | .667 | —   | .000 | 2.2 | .2  | .0  | .4  | 2.4 |
| 2023-24 | Boston     | 28 | 0  | 11.9 | .644 | —   | .714 | 4.4 | .7  | .5  | .8  | 5.5 |
| Total   | Total      | 48 | 0  | 10.0 | .596 | —   | .660 | 1.9 | .6  | .3  | .6  | 4.4 |

### Playoffs
| Año   | Equipo | PJ | PT | MPP | %TC  | %3P | %TL | RPP | APP | ROB | TPP | PPP |
| ----- | ------ | -- | -- | --- | ---- | --- | --- | --- | --- | --- | --- | --- |
| 2024  | Boston | 3  | 0  | 4.3 | .667 | —   | —   | 1.0 | .0  | .0  | .3  | 1.3 |
| Total | Total  | 3  | 0  | 4.3 | .667 | —   | —   | 1.0 | .0  | .0  | .3  | 1.3 |